# 杜仲贤
杜仲贤（Maurice Tornay，1910年8月31日—1949年8月11日）是一位瑞士罗马天主教神父，属于奥斯定常律会的大圣伯纳德山口会院，在中国藏区传教 他在去会见达赖喇嘛时，在四川和西藏边境附近被仇視基督信仰的喇嘛杀害。
1993年5月16日，若望保禄二世在证实神父为信仰而殉道后，将其列为真福品，纪念日定于8月11日。

## 生平

### 儿童和青年
1910年8月31日，杜仲贤出生于瑞士瓦莱州奧西耶爾附近的村庄拉罗西埃，父母让-约瑟夫·托奈和福斯蒂娜夫妇都是农民，他是八个孩子中的第七个。两个姐妹是约瑟芬和安娜，一位兄弟名为路易。他在1910年9月13日受洗，1917年初领圣体。
他自童年起就过着虔诚的生活， 在一个特别的夜晚，他的母亲向他和安娜讲述圣依搦斯的故事

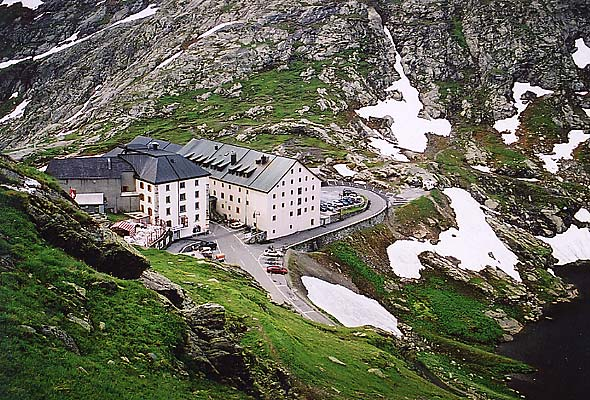
大圣伯纳德旅舍.

1925年到1931年的六年间，他就读于著名的圣穆理思修院中学（Collège de l'abbaye Saint-Maurice）。在空闲时间，他带朋友去教堂，诵读聖方濟各·沙雷氏和里修的德蘭的故事。1931年，他写信给院长布尔乔亚蒙席，申请加入奥斯定常律会的大圣伯尔纳铎修院：“我要离开世俗，全身心地投入服务灵魂，带领他们归向天主，并拯救我自己。”
1931年8月25日，他被接纳进入大圣伯尔纳铎修院的初学院。那里海拔2 472米，最低气温 -20 °C。当杜仲贤离开家庭时，他的姐姐希望他留下来，他回答说：“地球上有比所有的美丽更伟大的东西。”他在初学院写信给家人说：“我从来没有这么自由。我可以做任何我想做的事，因为天主的旨意在每一刻都传达给我，我想去实现它。”

### 中国藏区
巴黎外方传教会的光若翰主教（Jean de Guébriant）邀请大圣伯尔纳铎修院能够派遣送一些习惯于山区生活的修士，前往喜马拉雅山区传教。
1933年1月，一批传教士离开前往中国云南，他对自己没有机会和他们一起前去感到失望。他写信给他的妹妹约瑟芬：“你知道吗，当你为主受冻，可以换来异教徒的皈依？而一天所受的所有痛苦比起一整天的祈祷更值得赞扬？如此简单的方法，来向每个人行善 … 如果我们的悲伤与基督的悲伤连结在一起，那么我们所有最小的悲伤都有无限的价值。哦！那么基督会何等爱你！”
1934年1月，他被诊断出患有胃溃疡，只能进食特殊饮食–在传教时他会忽略饮食，导致了手术和随后的休息期。他在恢复后，在1935年9月8日完成发愿。1936年，他再次要求被派到中国传教。会长Bourgeois蒙席决定再派遣三名神职人员组成詠禱司鐸團去云南，他们是赖昭（Cyrille Lattion ，1909－1997) 、傅晖云（Nestor Rouiller）和杜仲贤。三个人为这次长途旅行准备了几个月时间。
经过一个半月时间的旅行，他们终于抵达中国云南藏区的维西（海拔2,350米）。在那里，杜仲贤继续完成神学课程，加深了对神学的理解，并且和一位同情天主教的新教老师学习汉语。 他的中文进步很快，使他能够履行他向当地人宣传福音的使命。他给兄弟路易写了一封信，信中说："我再也不会回来了”。他和三个同伴还学习了医学和牙医课程。
通过神学考试以后，通往圣职的道路现在向他敞开了。经过近一个月的长途步行，他到达越南河内，于1938年4月24日接受天主教河内总教区 François Chaize 主教的祝圣。他写信给他的父母：“你们的儿子是一位神父！荣耀归主！这个消息只会让你们喜忧参半，因为我不在你中间。但你们是基督徒，你们理解我。这位天主必须用所有的力量来服务。这就是我所以离开的原因，这就是为什么你们如此支持我离开的原因。” 然后，他接受任务，在Houa-Lo-Pa教授神学。
自1937年以来，中国的大部分领土遭到日本的入侵，国共两党势力分别占据南北。1945年春天，中国国民革命军在西南开始击退日本军队。神父的传教区被军事占领，导致食物短缺、民众起义和抢劫。年轻的神父被迫乞讨食物。1945年3月，他被任命为西藏东南部鹽井聖心聖母堂的本堂神父，该教会位于海拔2650米处，由巴黎外方传教会的法国传教士毕天荣（Félix Biet）和德格定（Auguste Desgodins）创立于1865年。他接替了死于伤寒的卜尔定神父（Émile Burdin）。这是一个困难重重的岗位，已经有多位神父在那里被杀，,地方当局的敌意很大。1932年，盐井的政局发生变化，由属于中国内地控制的巴塘县，改为由西藏政府控制。他勇敢地面对那些不喜欢基督教传教士或所有基督徒的危险的佛教徒。
在那里，他遇到了刚达寺的阿秋喇嘛，后者想要免费夺回早先高价出售给教会的土地，并且对信仰天主教的农民建立宗教和领主特权制度，因此拒绝杜仲贤神父的存在，并公开威胁他。
据他的同事，1946年从瑞士来的Louis Emery 神父说，杜神父是不可调和地，他坚定地激烈反对佛教僧侣，他不错过任何机会，来取笑来向他求医的喇嘛，,同样，喇嘛也表现对他的敌意。杜神父避免与阿秋和他的喇嘛争吵，只是鼓励教友们在面对喇嘛地制裁，威胁他们叛教时，要加以拒绝。
双方对抗的局势升级，1月，他被驱逐出西藏。神父随后求助于南京的中国政府，这使他名誉扫地：在西藏当局的眼中，他成了汉人的间谍，正如历史学家克里斯托夫·鲍默指出的。
1946年1月26日上午，大约40名持枪的喇嘛闯入他的住所，洗劫并没收了教堂。他被强行带去云南德钦的八美村，与一位老醉汉住在一起。那里只有一个教友家庭。他从来此办事的教友那里得知盐井的反教情形。 喇嘛一再威胁他，如果他不与盐井中断联系，就要杀死他。然而他继续祈祷和宣传福音。
1946年5月初，神父收到了西藏东部最高民政长官昌都总管的一封来信，承诺保护他，邀请神父返回盐井。5月6日，他出发了，但立即被阿秋阻止：“停下！不要再向前走”。南京政府的影响力并不能达到盐井。他决定把自己伪装成藏人，前往拉萨，面见第十四世达赖喇嘛，为"传教权"和村民的宗教自由辩护 。经过几天的步行，他的伪装被发现了，于是被送回阿墩子（德钦县）,位于康區的内地控制部分, 在那里的会院他治疗生病，在维西度过了夏天。
1947年圣诞节，他去南京和上海，参加了公教进行会的大会，并会见了瑞士大使和教廷驻华公使黎培里主教，他们并没有阻止他的计划，后者建议他会见十四世达赖喇嘛。另一方面，云南茨中聖心堂的总铎古纯仁（Francis Goré）神父感觉到了敌意和危险。由赖昭（Cyrille Lattion)继任总铎。
他决定到拉萨，寻求能接受一项保护当地基督徒的宽容法令的人。1949年7月10日，他加入了一个进藏商队，踏上了漫长而艰苦的旅程，这段旅程将会持续两个月。。他剃了胡子，穿上藏装，以避免被人发现，但还是在停下时被认了出来。他被迫离开车队，但是又设法重新加入。他对同伴 Doci说: "我们一定不要害怕 ...我们将为基督徒而死。"
1949年8月11日，他穿越四川和西藏边境海拔3,000米的疏辣山口附近时，被四名武装的佛教喇嘛枪杀。四名喇嘛从左贡森林的灌木丛中冲出来，神父对他们说：“不要开枪！我们来谈谈！”但两声枪响，Doci 被枪杀了。枪声再度响起，神父被杀。,据古纯仁（Francis Goré）说，5名武装人员，得到盐井刚达寺喇嘛的酬金，杀害神父和他的一个仆人，抢走了他们的四只骡子。。他的死并不奇怪，因为他在喇嘛中有许多敌人。
他的遗体被埋葬在阿墩子（德钦县）会院，在1985年以前迁到盐井会院的花园。

## 列福
列福过程开始于两个城市：中国康定和瑞士锡永，从1953年开始，到1963年3月31日结束时，被封为天主之仆。1965年1月5日，他的著作得到神学家的认可，1990年4月27日，得到了封聖部的认可。
这份档案于1990年提交到罗马评估，于1992年2月28日获神学家会议认可，1992年6月16日又获枢机主教和主教们认可。若望保禄二世认可了一个事实，即神父是因他的基督教信仰而遭憎恨并被杀害，于是教宗在1993年5月16日主持了宣福礼。